# Diocesi di Losanna, Ginevra e Friburgo

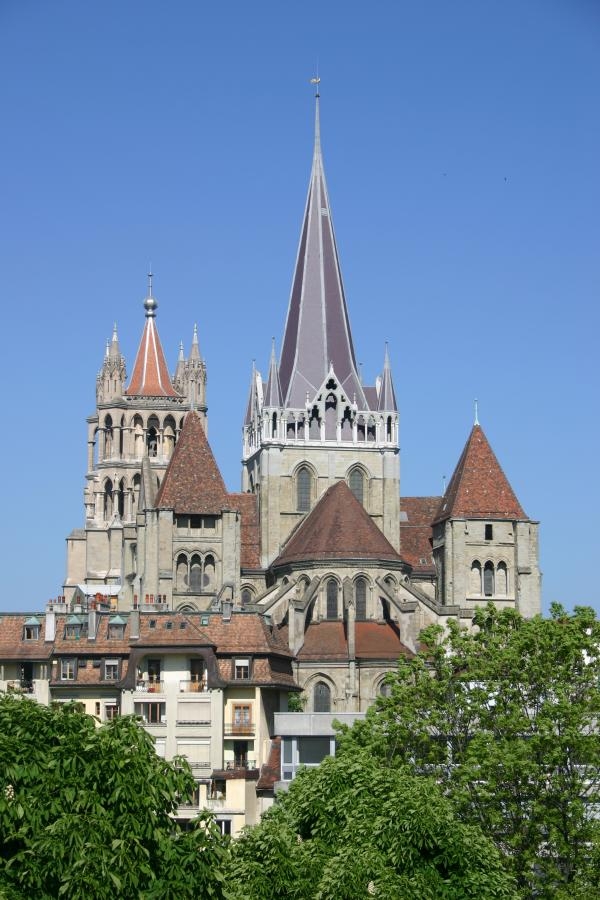
La cattedrale di Notre-Dame di Losanna, che fu fino al 1536 la cattedrale cattolica della diocesi; ora è una chiesa protestante.

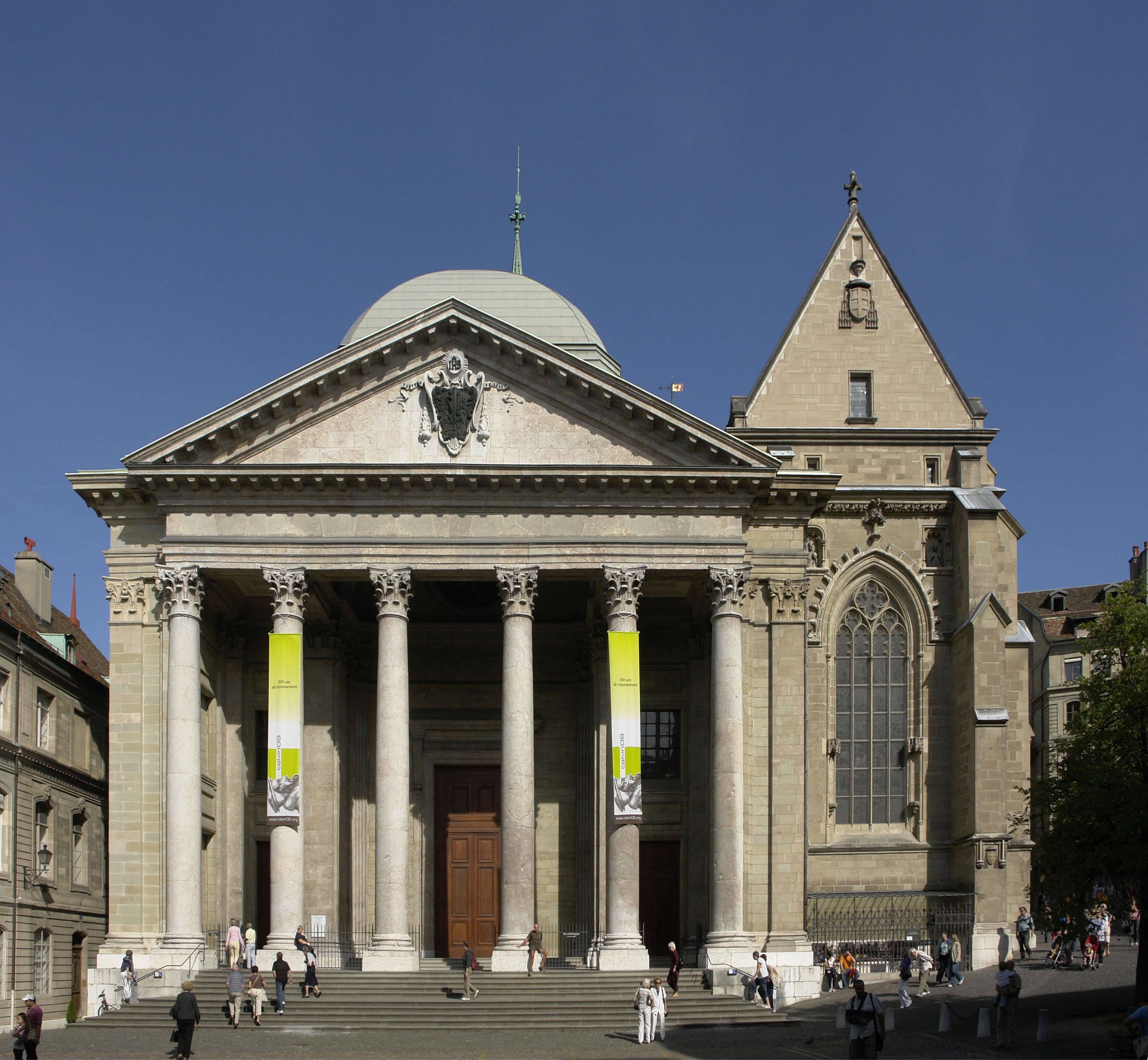
La cattedrale di San Pietro di Ginevra, che fu fino al 1535 la cattedrale cattolica dell'antica diocesi di Ginevra; ora è una cattedrale protestante.

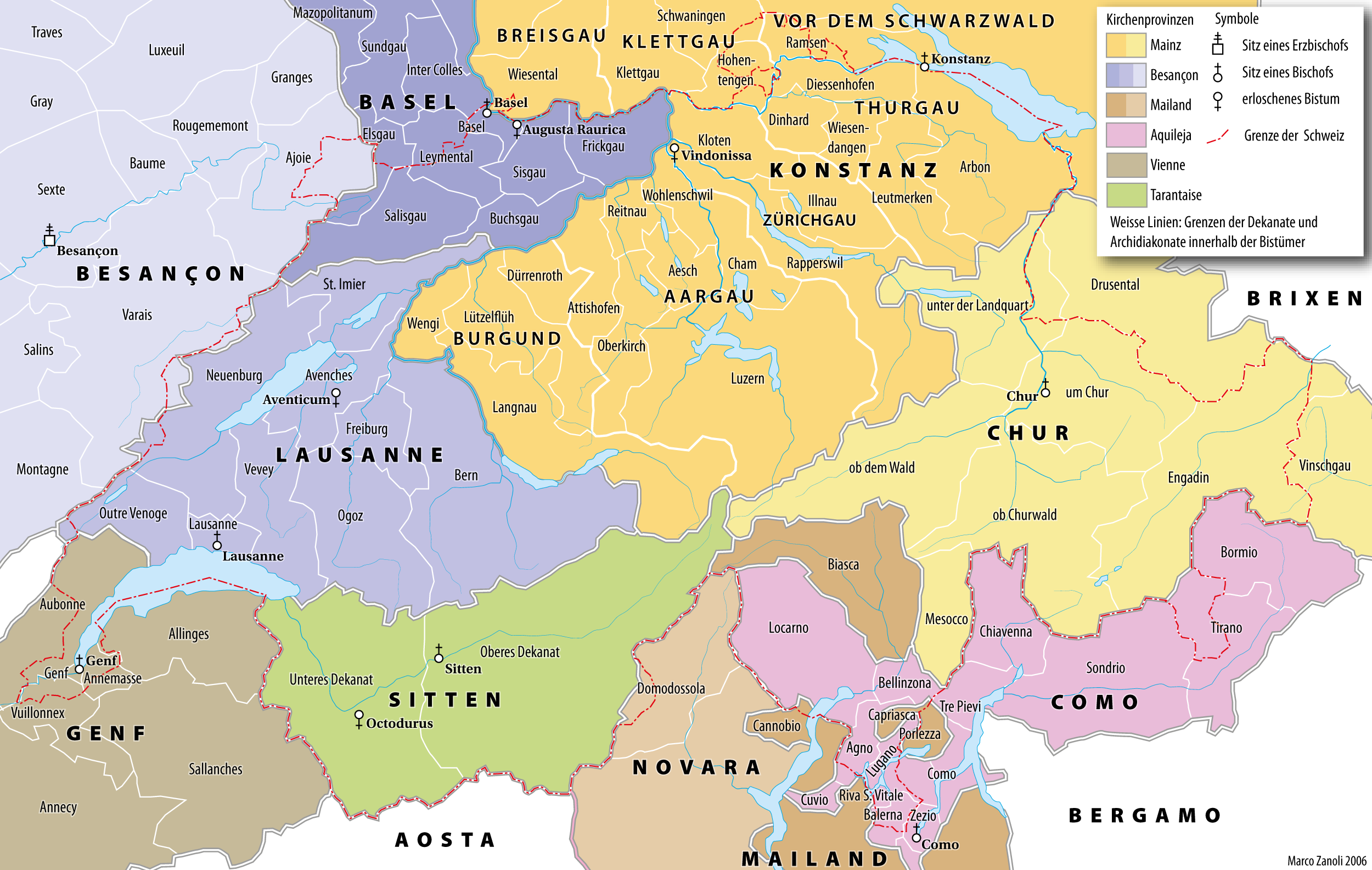
Mappa delle diocesi svizzere nel Medioevo.

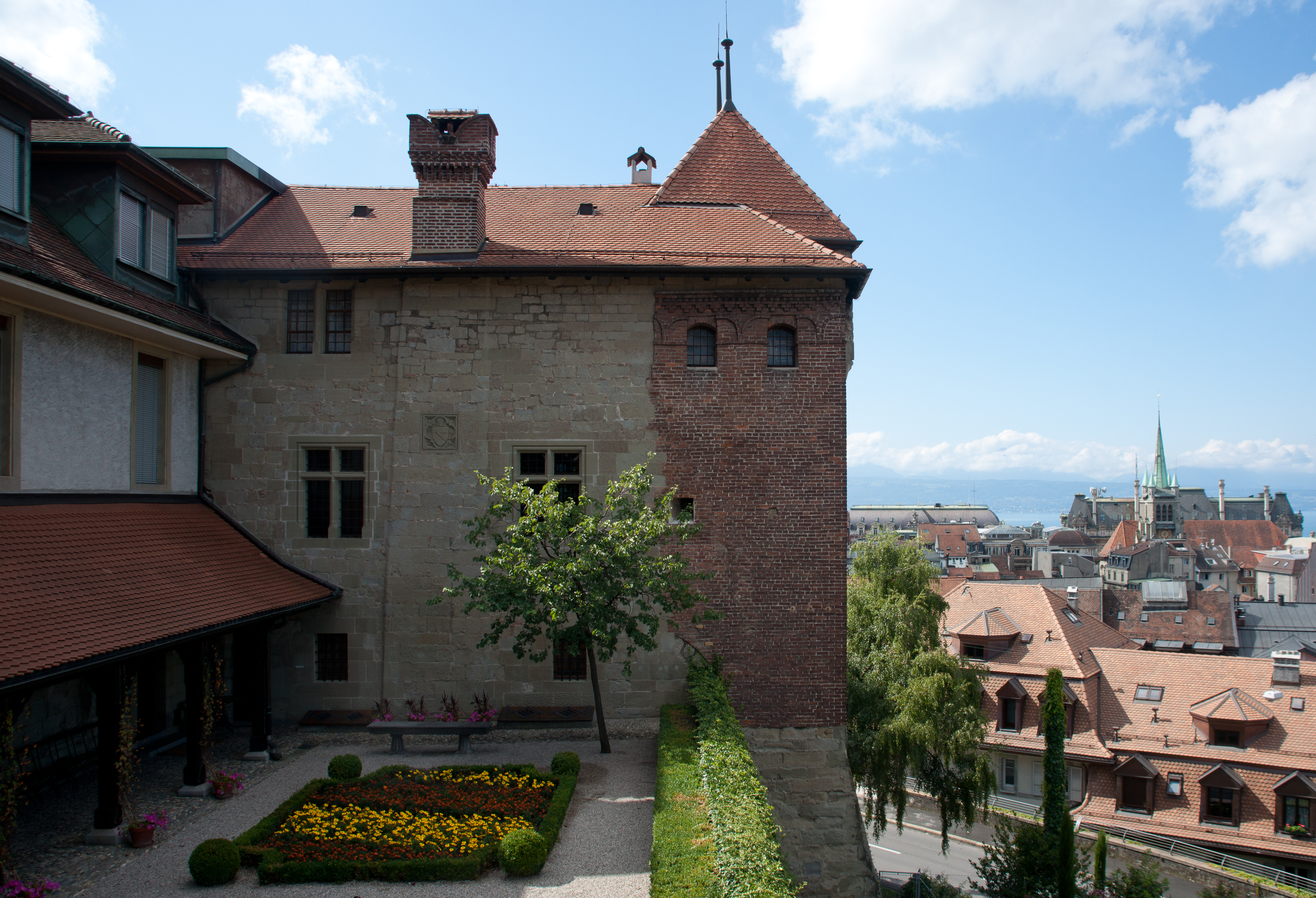
L'antico palazzo vescovile di Losanna, fatto edificare dal vescovo Enrico di Borgogna nell'XI secolo, è oggi sede del Musée historique de Lausanne.

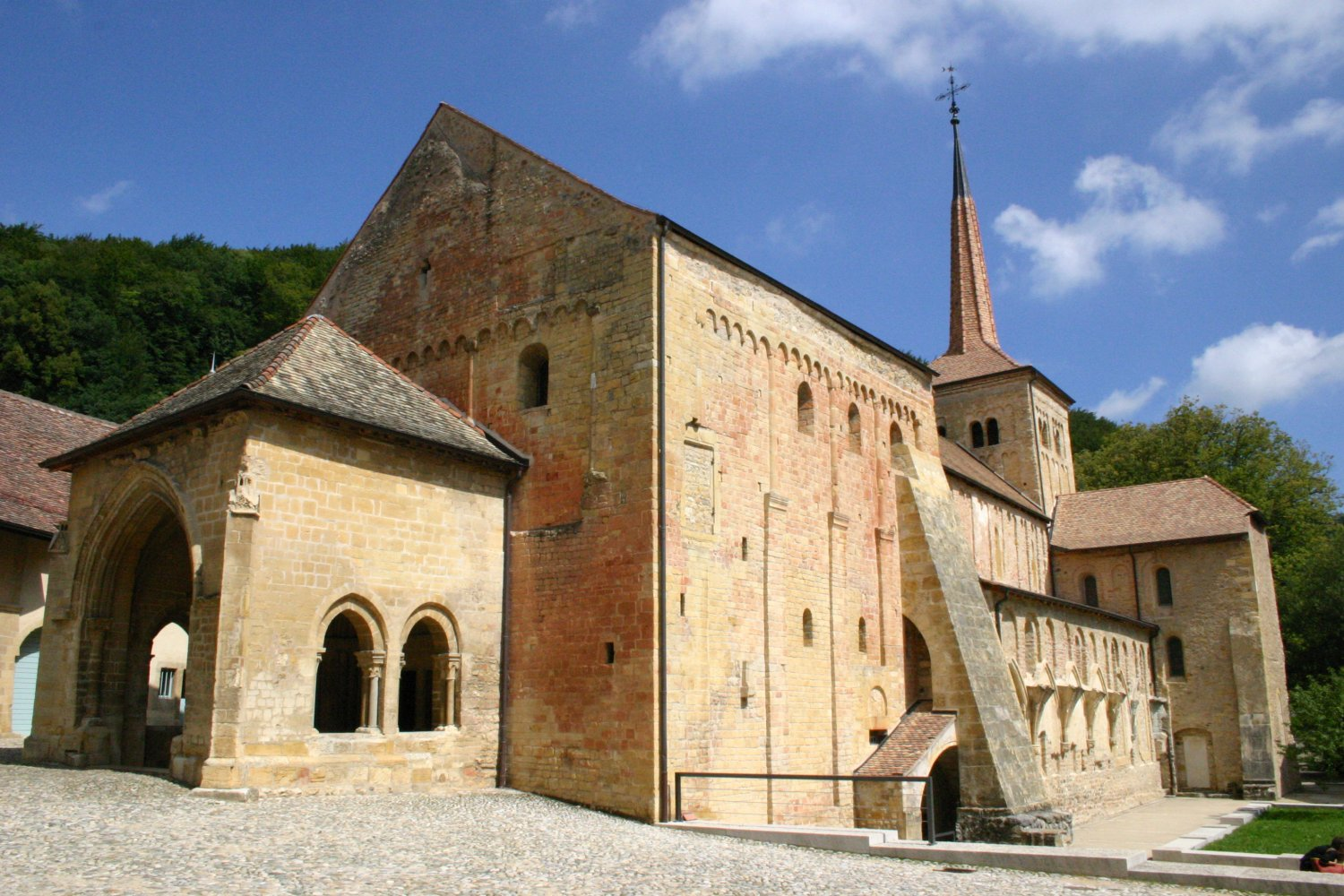
La chiesa dell'abbazia benedettina di Romainmôtier (X secolo).

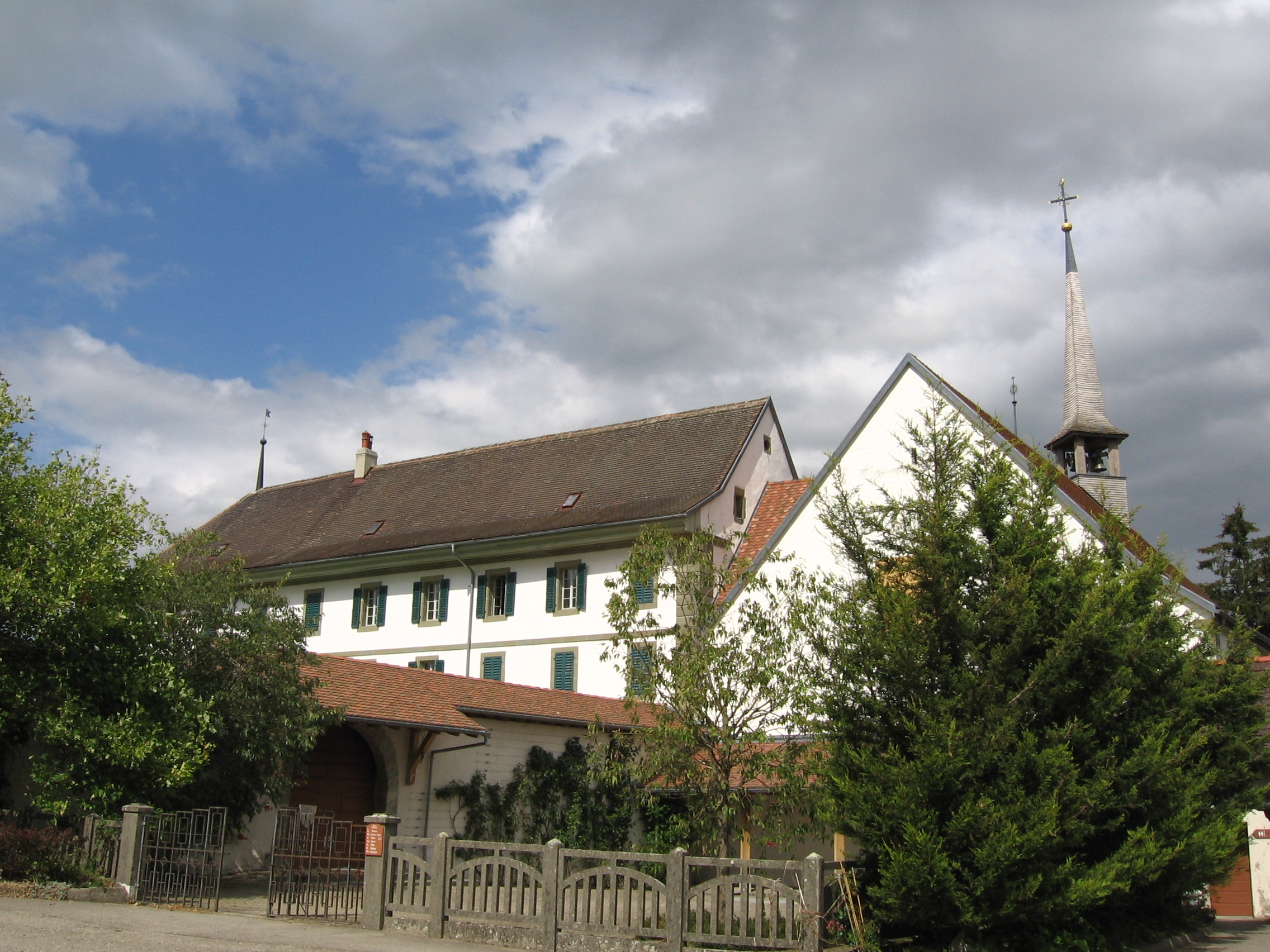
L'abbazia cistercense la Fille-Dieu di Romont (XIV secolo).

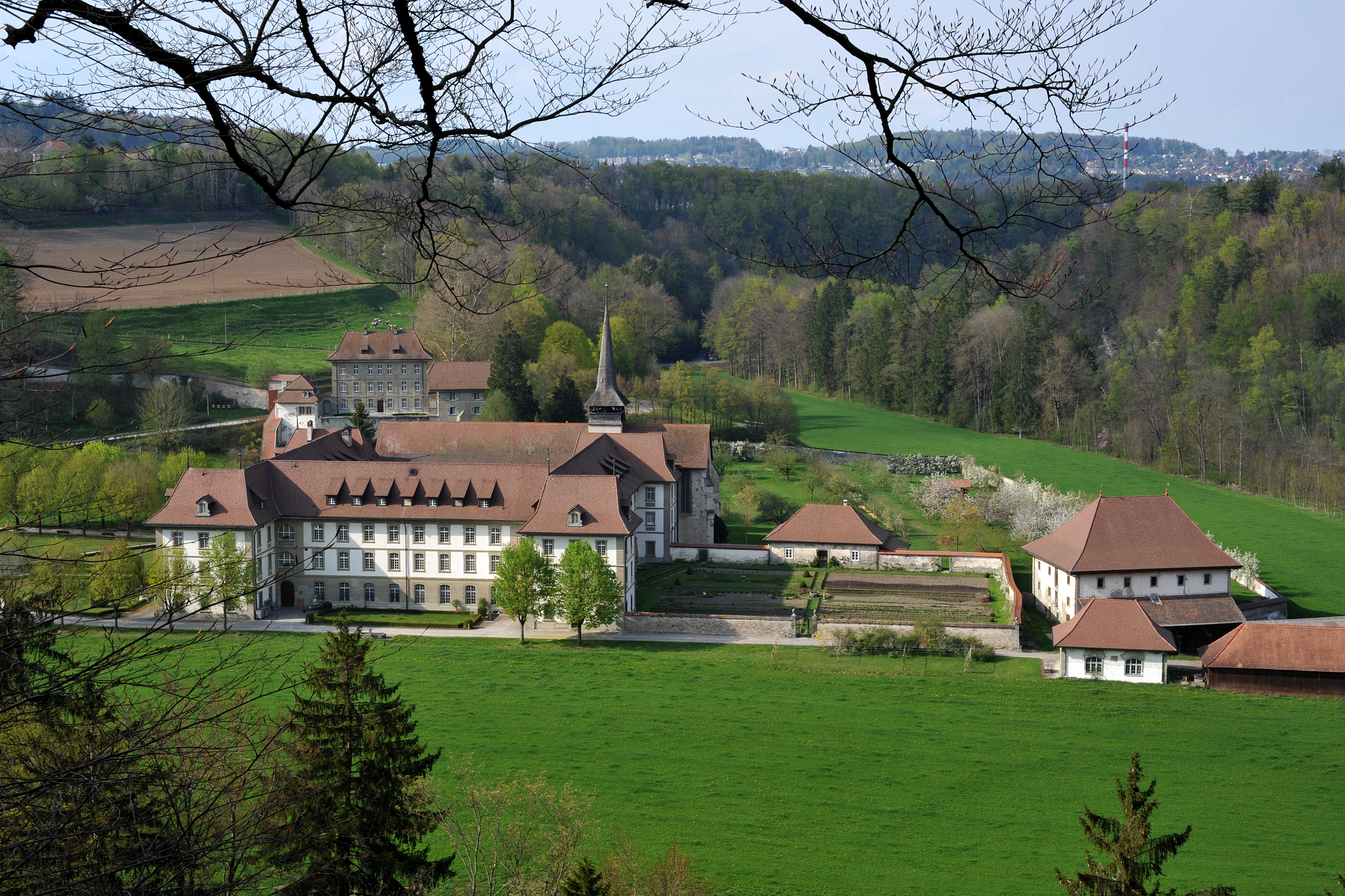
L'abbazia di Hauterive, fondata tra il 1132 e il 1137.

La diocesi di Losanna, Ginevra e Friburgo (in latino Dioecesis Lausannensis, Genevensis, et Friburgensis) è una sede della Chiesa cattolica in Svizzera immediatamente soggetta alla Santa Sede. Nel 2023 contava 578.873 battezzati su 1.773.171 abitanti. È retta dal vescovo Charles Morerod, O.P.

## Territorio
La diocesi comprende per intero i cantoni svizzeri di Neuchâtel, Friburgo e Ginevra e gran parte di quello di Vaud.
Sede vescovile è la città di Friburgo, dove si trova la cattedrale di San Nicola. A Losanna e a Ginevra sorgono le ex cattedrali di Notre-Dame e di San Pietro, ora chiese protestanti.
Il territorio si estende su 5.567 km² ed è suddiviso in 227 parrocchie, raggruppate in 50 unità pastorali.

## Storia
La diocesi di Losanna fu eretta nel VI secolo, con territorio ricavato da quello delle diocesi di Ginevra e di Basilea, entrambe già attestate nel IV secolo; e comprendeva i territori dell'antica civitas Helvetiorum romana.
Capitale della civitas era la città di Avenches (Aventicum), ma i primi vescovi documentati nel territorio elvetico risiedevano a Vindonissa, l'odierna Windisch, portando il doppio titolo di vescovi di Avenches e Windisch. Bubulco, primo vescovo conosciuto nel concilio di Epaon del 517, si presentò come episcopus civitatis Vindoninsis. Grammazio nel concilio del 535 si firmò come episcopus ecclesiae Aventicae, mentre nel 541 e nel 549 come episcopus civitatis Vindonensium. San Mario, verso la fine del VI secolo, si presentò ancora come episcopus ecclesiae Aventicae, anche se lui stesso sembra abbia posto per primo la residenza episcopale a Losanna dove fondò la chiesa principale e vi fu sepolto.
Questa documentazione ha portato Besson e Duchesne a concludere che, benché capitale della civitas Helvetiorum, Avenches non ebbe mai probabilmente dei vescovi residenti, forse perché la città era stata distrutta dagli Alemanni già nel 264; i vescovi allora posero la loro residenza dapprima a Windisch e poi a Losanna, conservando però per un certo periodo il titolo di episcopi ecclesiae Aventicae.
La civitas degli Elvezi faceva parte della provincia romana della Maxima Sequanorum, come attestato dalla Notitia Galliarum dell'inizio del V secolo. Con l'affermarsi dell'organizzazione ecclesiastica, la diocesi di Losanna entrò a far parte della provincia ecclesiastica dell'arcidiocesi di Besançon, antica capitale provinciale. Contestualmente al trasferimento della sede a Losanna, la diocesi cedette la parte centro-settentrionale dell'antica civitas Helvetiorum per la formazione della diocesi di Costanza.
A partire dall'VIII secolo la diocesi organizzò le proprie strutture. Il più antico catalogo episcopale risale al X secolo. Sono documentati vescovi ausiliari dal 1299 fino a metà del XVI secolo. La figura del vicario generale appare per la prima volta verso la metà del XIV secolo. La più antica menzione del capitolo della cattedrale risale ad un diploma di Ludovico il Pio dell'814; nel tempo acquisì una propria mensa, ossia propri beni, di cui i più importanti erano i possedimenti di Dommartin, Essertines-sur-Yverdon, Saint-Prex, oltre a Crans-près-Céligny, che si trovava nella diocesi di Ginevra. Il capitolo di Losanna, che non di rado entrò in conflitto con il proprio vescovo, fu soppresso nel 1536. Nel 1493 si registravano 292 parrocchie, suddivise in 9 decanati. Infine la diocesi possedeva un alto numero di istituzioni ecclesiastiche quali monasteri, abbazie e collegiate; prima del 1536 se ne contavano 123.
All'epoca del vescovo Landrich di Dornach (1160-1178) fu iniziata la costruzione della cattedrale di Losanna, ultimata verso la metà del XIII secolo. Fu consacrata e dedicata alla Beata Vergine Maria il 20 ottobre 1275 alla presenza di papa Gregorio X e dell'imperatore Rodolfo I d'Asburgo.
Negli anni 1270 i vescovi di Losanna ottennero anche il titolo di principi Il territorio su cui esercitavano il loro potere temporale era tuttavia molto più piccolo rispetto a quello su cui esercitavano il potere spirituale: comprendeva Losanna e, nei dintorni, Lavaux, Avenches, Lucens, Bulle, Riaz e La Roche. Nel 1536, con la conquista di Vaud da parte di Berna, ebbe termine il potere temporale del principe vescovo di Losanna, che tuttavia mantenne il titolo onorifico di principe dell'Impero fino al 1803.
Con l'avvento della riforma protestante, il vescovo di Losanna perse anche buona parte del suo potere spirituale, ridotto ormai al solo cantone di Friburgo e a qualche altro territorio circostante. Delle 292 parrocchie registrate nel 1493, la diocesi era scesa verso la fine del XVI secolo a 95 parrocchie cattoliche. La Controriforma permise un aumento del loro numero, che nel 1665 era di 125 parrocchie, distribuite in 15 decanati.
Lo stesso vescovo dovette abbandonare Losanna, vivendo in esilio per diversi anni (in Savoia, Borgogna e Franca Contea), prima di stabilirsi definitivamente a Friburgo a partire dal 1663, in seguito agli accordi che intercorsero fra la Santa Sede e le autorità cantonali, che tuttavia non prevedevano l'istituzione di una nuova diocesi e nemmeno di conseguenza l'erezione di una cattedrale a Friburgo.
Nessun vescovo di Losanna partecipò mai al concilio di Trento e le sue decisioni furono tardivamente introdotte nella diocesi. Solo nel 1795, per esempio, fu aperto un seminario maggiore a Friburgo in linea con le direttive del concilio tridentino.
In seguito alla rivoluzione francese e alla bolla Qui Christi Domini di papa Pio VII del 29 novembre 1801, la diocesi di Losanna dovette cedere le parrocchie che possedeva nella Franca Contea all'arcidiocesi di Besançon, e le parrocchie cattoliche nel canton Soletta e nel canton Berna alla diocesi di Basilea.
In compenso la diocesi fu liberata dalla dipendenza dell'arcidiocesi di Besançon e divenne immediatamente soggetta alla Santa Sede. Inoltre, nei primi decenni del XIX secolo, alcune decisioni di Roma favorirono la diocesi di Losanna:
- il 30 settembre 1819 papa Pio VII con il breve Inter multiplices scorporò dal territorio dell'arcidiocesi di Chambéry le parrocchie cattoliche del canton Ginevra e le unì a Losanna;
- il 30 gennaio 1821, con il breve Temporum vices di papa Pio VII, ai vescovi di Losanna fu concesso il titolo di vescovi di Ginevra, e contestualmente la diocesi ha assunto il nome di diocesi di Losanna e Ginevra;
- ancora nel 1821 la sede di Losanna acquisì ulteriori territori del canton Vaud posti sulla riva destra dell'Aubonne.

Con l'istaurarsi del principio della libertà religiosa, fedeli cattolici poterono stabilirsi in città a maggioranza protestante (Ginevra, Neuchâtel, Berna), che fino ad allora erano precluse ai cattolici.
Nel corso del XIX secolo la diocesi fu inoltre coinvolta nella guerra del Sonderbund; in questo contesto il vescovo Etienne Marilley fu bandito dalla diocesi dal 1848 al 1856 e dovette governare il proprio gregge dall'esilio di Divonne in Alta Savoia.
Nel 1864 Gaspard Mermillod fu nominato vescovo ausiliare di Losanna, con residenza a Ginevra e nel 1873 fu nominato vicario apostolico della città. Questo, che fu visto come un tentativo di ripristinare l'antica sede ginevrina, portò ad uno scontro aperto tra il Mermillod e le autorità ginevrine che convinsero il Consiglio federale svizzero ad espellere il Mermillod. La pace ritornò quando Mermillod fu nominato nel 1883 vescovo di Losanna e Ginevra.
Il 17 ottobre 1924 la diocesi ha assunto il nome attuale in forza della bolla Sollicitudo omnium di papa Pio XI. Solo in questa occasione la collegiata di San Nicola di Friburgo fu eretta a cattedrale diocesana con un proprio capitolo di canonici: per la prima volta dopo il 1536 la diocesi aveva una propria cattedrale. Nel 1968, grazie anche al considerevole aumento del numero dei cattolici frutto dell'immigrazione italiana, spagnola e portoghese, fu ripristinata la figura del vescovo ausiliare.
Nel 2006 il vescovo Bernard Genoud, per la prima volta dopo la riforma protestante, ha potuto celebrare una messa nell'antica cattedrale di Losanna, su invito della Chiesa evangelica riformata del canton Vaud.

## Cronotassi dei vescovi
Si omettono i periodi di sede vacante non superiori ai 2 anni o non storicamente accertati.

### Vescovi di Avenches e Windisch
- Bubulco † (menzionato nel 517)
- Grammazio † (prima del 535 - dopo il 549)

### Vescovi di Losanna
- San Mario † (574 - 31 dicembre 594 deceduto)[6]
- Arrico † (menzionato nel 650)
- San Protasio † (menzionato nel 652 circa)
- Chilmegisilo † (menzionato nel 668 circa)
- Sant'Udalrico † (fine VIII secolo)
- Fredario † (prima di luglio 814 - circa 825 deceduto)
- David † (827 - 850 deceduto)
- Artmanno † (6 marzo 851 o 852 - 14 aprile 878 deceduto)
- Gerolamo † (20 giugno 881 consacrato[7] - dopo il 27 aprile 892 deceduto)
- Boso † (4 dicembre 892 consacrato - 927 deceduto)
- Libo † (927 - 932 deceduto)
- Beroldo di Borgogna † (932 - 947 deceduto)
- Magnerio † (947 - 968 deceduto)
- Eginolfo di Kyrburg † (968 - 19 gennaio ? 985 deceduto)
- Enrico di Borgogna † (985 - 16 gennaio 1018 o 1019 deceduto)
- Ugo di Borgogna † (settembre 1018 o 1019 - 31 agosto 1037 deceduto)
- Heinrich von Lenzburg † (agosto 1039 - circa 1051/1056)
- Burcardo di Oltigen † (circa 1057 - 24 dicembre 1089 deceduto)
- Lambert de Grandson † (25 marzo 1090 - 1090 o 1091 dimesso)
- Kuno von Fénis (o von Hasenburg) † (circa 1090 o 1091 - dopo il 1103)
- Gérold o Gérard de Faucigny † (circa 1107 - 1º luglio dopo il 1127 deceduto)
- Guy de Maligny † (circa 1130[8] - dopo febbraio 1144 deposto)
- Sant'Amedeo di Clermont † (21 gennaio 1145 - 27 agosto o settembre 1159 deceduto)
- Landri de Durnes † (circa 1160 - circa 1178/1179 dimesso)
- Ruggero da Vicopisano † (circa 1178/1179 - 8 gennaio 1212 dimesso)
- Berthold de Neuchâtel † (13 gennaio 1212 - 13 luglio 1220 deceduto)
- Gérard de Rougemont † (24 luglio 1220 - 26 marzo 1221 nominato arcivescovo di Besançon)
- Guillaume d'Ecublens † (16 aprile 1221 - 23 marzo 1229 deceduto)
- Beato Bonifacio Clutinc † (11 marzo 1231 - 15 luglio 1239 dimesso)
  - Filippo di Savoia † (15 luglio 1239 - 1241 dimesso) (vescovo eletto)[9]
- Jean di Cossonay † (1º agosto 1242 - 18 giugno 1273 deceduto)
- Guillaume di Champvent † (21 luglio 1273 - 21 marzo 1301 deceduto)
- Gerhard di Wippingen † (28 dicembre 1301 - 30 luglio 1309 nominato vescovo di Basilea)
- Othon di Champvent † (30 luglio 1309 - 19 aprile 1312 deceduto)
- Pierre d'Oron † (1º ottobre 1313 - 27 marzo 1323 deceduto)
- Jean d'Arcillon † (26 ottobre 1323 - 15 febbraio 1341 deceduto)
- Jean Bertrand † (6 maggio 1341 - 20 novembre 1342 nominato vescovo di Tarantasia)
- Goffroi di Lucigne † (20 novembre 1342 - 19 febbraio 1347 nominato vescovo di Carpentras)
- François di Montfaucon † (23 marzo 1347 - 28 settembre 1354 deceduto)
- Aimo di Cossonay † (8 giugno 1355 - 6 marzo 1375 deceduto)
- Guy di Prangins † (19 marzo 1375 - 11 giugno 1394 deceduto)
  - Aimone di Séchal † (24 giugno 1394 - 1394 dimesso) (amministratore apostolico)
- Guillaume di Menthonay † (7 agosto 1394 - 8 luglio 1406 deceduto)
- Guillaume di Challant, O.S.B. † (13 agosto 1406 - 20 maggio 1431 deceduto)
- Louis de La Palud, O.S.B.Clun. † (6 giugno 1431 - 4 novembre 1433 nominato vescovo di Avignone)
- Jean di Prangins † (4 novembre 1433 - 1440 nominato vescovo di Aosta)
- Giorgio di Saluzzo † (10 aprile 1440 - 5 novembre 1461 deceduto)
- Guillaume di Varax † (18 aprile 1462 - 11 aprile 1466 deceduto)
- Jean Michaelis † (3 giugno 1466 - 28 dicembre 1468 deceduto)
  - Barthélémi Chuet † (1469 - 1472) (amministratore apostolico)
- Giuliano della Rovere † (31 gennaio 1472 - 15 luglio 1476 nominato vescovo di Coutances, poi eletto papa con il nome di Giulio II)
- Benoît di Montferrand † (15 luglio 1476 - 8 maggio 1491 deceduto)
- Aymon di Montfalcon † (16 maggio 1491 - 10 agosto 1517 deceduto)
- Sébastien di Montfalcon † (10 agosto 1517 succeduto - 1560 deceduto)
- Claude-Louis Alardet † (17 luglio 1560 - 1561 deceduto)
- Antoine de Garrevod † (7 novembre 1565 - 24 febbraio 1598 deceduto)
- Jean Doroz † (13 agosto 1600 - 26 agosto 1607 deceduto)
- Jean de Watteville, O.Cist. † (10 giugno 1609 - 22 luglio 1649 deceduto)
- Jost Knab † (16 dicembre 1652 - 4 ottobre 1658 deceduto)
- Henri Fuchs † (4 ottobre 1658 - 26 giugno 1662 dimesso)
- Jean-Baptiste de Strambino, O.F.M. † (26 giugno 1662 - 29 giugno 1684 deceduto)
- Pierre de Montenbach † (20 dicembre 1688 - 6 luglio 1707 deceduto)
- Jacques Duding, S.M.O.M. † (1º agosto 1707 - 16 novembre 1716 deceduto)
- Claude-Antoine Duding, S.M.O.M. † (23 dicembre 1716 - 16 giugno 1745 deceduto)
- Joseph-Hubert de Boccard † (9 marzo 1746 - 29 agosto 1758 deceduto)
- Joseph-Nicolas de Montenach † (12 febbraio 1759 - 5 maggio 1782 deceduto)
- Berndard-Emmanuel (François-Pierre) de Lenzbourg, O.Cist. † (17 febbraio 1783 - 14 settembre 1795 deceduto)
- Jean-Baptiste d'Odet † (27 giugno 1796 - 29 luglio 1803 deceduto)
- Joseph-Antoine (Maxime) Guisolan † (26 marzo 1804 - 9 dicembre 1814 deceduto)
- Pierre-Tobie Yenni † (10 luglio 1815 - 30 gennaio 1821 nominato vescovo di Losanna e Ginevra)

### Vescovi di Losanna e Ginevra
- Pierre-Tobie Yenni † (30 gennaio 1821 - 8 dicembre 1845 deceduto)
- Etienne Marilley † (19 gennaio 1846 - 17 novembre 1879 dimesso[10])
- Christophore Cosandey † (19 dicembre 1879 - 1º ottobre 1882 deceduto)
- Gaspard Mermillod † (15 marzo 1883 - 11 marzo 1891 dimesso)
- Joseph Déruaz † (14 marzo 1891 - 29 settembre 1911 deceduto)[11]
- André-Maurice Bovet † (30 novembre 1911 - 3 agosto 1915 deceduto)
- Placide Colliard † (6 dicembre 1915 - 10 febbraio 1920 deceduto)
- Marius Besson † (7 maggio 1920 - 17 ottobre 1924 nominato vescovo di Losanna, Ginevra e Friburgo)

### Vescovi di Losanna, Ginevra e Friburgo
- Marius Besson † (17 ottobre 1924 - 22 febbraio 1945 deceduto)
- François Charrière † (20 ottobre 1945 - 29 dicembre 1970 ritirato)
- Pierre Mamie † (29 dicembre 1970 - 9 novembre 1995 ritirato)
- Amédée (Antoine-Marie) Grab, O.S.B. † (9 novembre 1995 - 12 giugno 1998 nominato vescovo di Coira)
- Bernard Genoud † (18 marzo 1999 - 21 settembre 2010 deceduto)
- Charles Morerod, O.P., dal 3 novembre 2011

## Statistiche
La diocesi nel 2023 su una popolazione di 1.773.171 persone contava 578.873 battezzati, corrispondenti al 32,6% del totale.
| anno | popolazione | popolazione | popolazione | presbiteri | presbiteri | presbiteri | presbiteri                | diaconi | religiosi | religiosi | parrocchie |
| anno | battezzati  | totale      | %           | numero     | secolari   | regolari   | battezzati per presbitero | diaconi | uomini    | donne     | parrocchie |
| ---- | ----------- | ----------- | ----------- | ---------- | ---------- | ---------- | ------------------------- | ------- | --------- | --------- | ---------- |
| 1950 | 272.000     | 765.000     | 35,6        | 858        | 508        | 350        | 317                       |         | 370       | 2.450     | 222        |
| 1970 | 542.000     | 1.300.000   | 41,7        | 984        | 614        | 370        | 550                       |         | 550       | 2.100     | 261        |
| 1980 | 580.000     | 1.322.000   | 43,9        | 782        | 482        | 300        | 741                       |         | 410       | 1.880     | 281        |
| 1990 | 595.000     | 1.333.000   | 44,6        | 847        | 419        | 428        | 702                       | 5       | 510       | 1.660     | 292        |
| 1999 | 670.487     | 1.346.000   | 49,8        | 646        | 360        | 286        | 1.037                     | 12      | 448       | 1.157     | 291        |
| 2000 | 673.217     | 1.346.000   | 50,0        | 668        | 384        | 284        | 1.007                     | 12      | 444       | 1.148     | 291        |
| 2001 | 675.672     | 1.346.000   | 50,2        | 639        | 365        | 274        | 1.057                     | 9       | 478       | 1.133     | 291        |
| 2002 | 675.644     | 1.346.000   | 50,2        | 623        | 366        | 257        | 1.084                     | 13      | 458       | 1.114     | 289        |
| 2003 | 677.696     | 1.346.000   | 50,3        | 628        | 362        | 266        | 1.079                     | 15      | 463       | 1.079     | 287        |
| 2004 | 681.126     | 1.346.000   | 50,6        | 630        | 364        | 266        | 1.081                     | 17      | 410       | 907       | 264        |
| 2013 | 711.000     | 1.609.440   | 44,2        | 513        | 270        | 243        | 1.385                     | 24      | 433       | 755       | 248        |
| 2016 | 624.921     | 1.720.000   | 36,3        | 436        | 264        | 172        | 1.433                     | 25      | 280       | 529       | 244        |
| 2019 | 711.500     | 1.756.320   | 40,5        | 429        | 251        | 178        | 1.658                     | 31      | 260       | 428       | 231        |
| 2021 | 717.000     | 1.770.069   | 40,5        | 403        | 244        | 159        | 1.779                     | 35      | 236       | 386       | 248        |
| 2023 | 578.873     | 1.773.171   | 32,6        | 392        | 236        | 156        | 1.476                     | 34      | 226       | 306       | 227        |